# Velîkîi Kurin, Liubeșiv
Velîkîi Kurin (în ucraineană Великий Курінь) este localitatea de reședință a comunei Velîkîi Kurin din raionul Liubeșiv, regiunea Volînia, Ucraina.

## Demografie
Componența lingvistică a localității Velîkîi Kurin
     Ucraineană (99,74%)
     Alte limbi (0,26%)
Conform recensământului din 2001, majoritatea populației localității Velîkîi Kurin era vorbitoare de ucraineană (99,74%), existând în minoritate și vorbitori de alte limbi.